# جاستین گریم
جاستین اسکات گریم (انگلیسی: Justin Grimm؛ زادهٔ ۱۶ اوت ۱۹۸۸) بازیکن بیس‌بال اهل ایالات متحده آمریکا است.
از باشگاه‌هایی که در آن بازی کرده‌است می‌توان به تگزاس رنجرز کانزاس سیتی رویالز و دریانوردان سیاتل اشاره کرد.